# Chasmodia emarginata
Chasmodia emarginata är en skalbaggsart som beskrevs av Leonard Gyllenhaal 1817. Chasmodia emarginata ingår i släktet Chasmodia och familjen Rutelidae. Utöver nominatformen finns också underarten C. e. nitida.